# Anne Meygret
Anne Meygret (* 15. Februar 1965 in Nizza) ist eine ehemalige französische Florettfechterin.

## Erfolge
Anne Meygret gehörte zur französischen Mannschaft bei den Olympischen Spielen 1984 in Los Angeles. Gemeinsam mit Véronique Brouquier, Brigitte Latrille-Gaudin, Laurence Modaine-Cessac und Pascale Trinquet unterlag sie nach zwei Auftaktsiegen zwar im Halbfinale Rumänien, sicherte sich gegen die italienische Equipe im letzten Gefecht aber die Bronzemedaille.
Ihre Schwester Gisèle Meygret war ebenfalls olympische Fechterin.